# Traite négrière occidentale

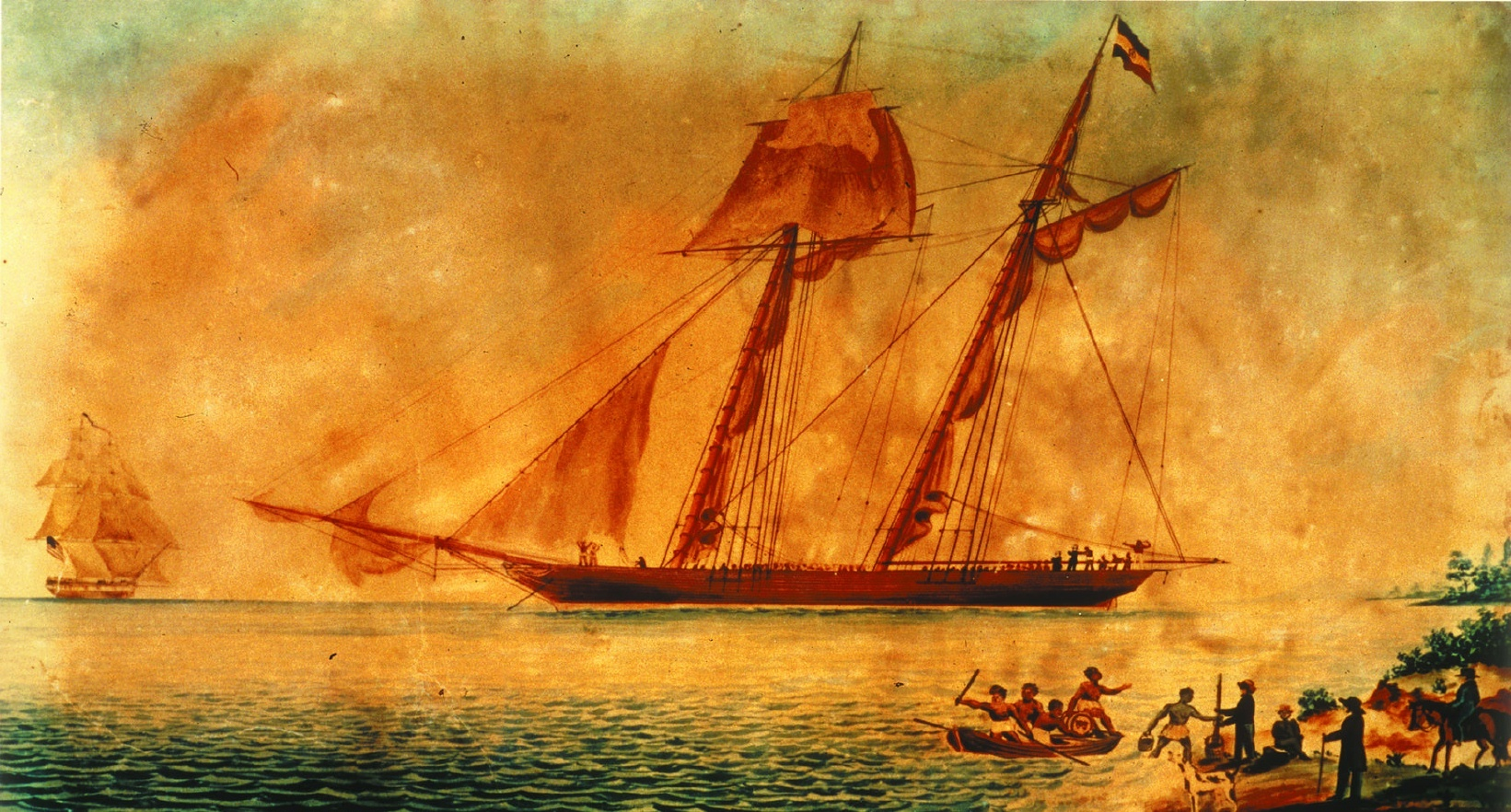
Le navire négrier américain La Amistad à New York, le 26 août 1839.

La traite négrière occidentale, appelée aussi traite atlantique, ou traite européenne, désigne le commerce et transport massif d'esclaves noirs, organisé depuis l'Europe ou depuis ses colonies, pour approvisionner ces dernières en main-d'œuvre servile. Elle regroupe à la fois le « commerce triangulaire » (circuit Europe-Afrique-Amérique) et la « traite en droiture » (allers-retours Afrique-Amérique, sans passer par l'Europe). Elle est responsable de la déportation d'au moins onze millions d'individus sur quatre siècles.

## Description

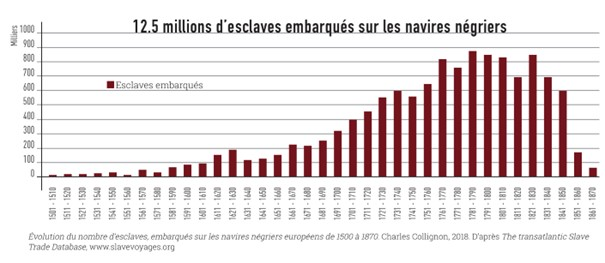
Évolution du nombre d’esclaves embarqués sur les navires négriers européens de 1500 à 1870.

Le « Commerce triangulaire », ou « traite triangulaire », qui relie trois continents (Europe, Afrique, Amériques), ne désigne qu'une partie de la traite négrière effectuée par les Européens. Grâce à l’exploration récente des archives portugaises et hollandaises, les dernières recherches attribuent à la « traite en droiture » (liaison directe Afrique-Amériques, sans passer par les ports d'Europe), 45 % du total des esclaves africains déportés vers les colonies européennes (soit environ cinq millions d’individus). Cela explique aussi pourquoi Rio de Janeiro est le premier port négrier de la traite occidentale, devant Liverpool et Nantes, exclusivement tournés vers le commerce triangulaire.
De plus, si la traite triangulaire culmine au XVIIIe siècle, la traite en droiture domine largement la première période (XVIe et XVIIe siècles), et à nouveau au XIXe siècle, du fait des abolitions en Europe.